# Норт-Патчог (Нью-Йорк)
Норт-Патчог (англ. North Patchogue) — переписна місцевість (CDP) в США, в окрузі Саффолк штату Нью-Йорк. Населення — 6751 особа (2020).

## Географія
Норт-Патчог розташований за координатами 40°47′3″ пн. ш. 73°1′26″ зх. д. / 40.78417° пн. ш. 73.02389° зх. д. (40.784034, -73.023889).  За даними Бюро перепису населення США в 2010 році переписна місцевість мала площу 5,26 км², з яких 5,12 км² — суходіл та 0,14 км² — водойми.

## Демографія
Згідно з переписом 2010 року, у переписній місцевості мешкало 7246 осіб у 2300 домогосподарствах у складі 1770 родин. Густота населення становила 1378 осіб/км².  Було 2432 помешкання (463/км²).
Расовий склад населення:
| - 86,9 % — білих - 2,3 % — чорних або афроамериканців - 1,8 % — азіатів - 0,2 % — корінних американців - 6,1 % — осіб інших рас |

До двох чи більше рас належало 2,8 %. Частка іспаномовних становила 20,6 % від усіх жителів.
За віковим діапазоном населення розподілялося таким чином: 24,4 % — особи молодші 18 років, 65,9 % — особи у віці 18—64 років, 9,7 % — особи у віці 65 років та старші. Медіана віку мешканця становила 37,1 року. На 100 осіб жіночої статі у переписній місцевості припадало 98,2 чоловіків;  на 100 жінок у віці від 18 років та старших — 97,9 чоловіків також старших 18 років.
Середній дохід на одне домашнє господарство  становив 91 066 доларів США (медіана — 86 038), а середній дохід на одну сім'ю — 98 574 долари (медіана — 101 694). За межею бідності перебувало 6,0 % осіб, у тому числі 7,1 % дітей у віці до 18 років та 3,4 % осіб у віці 65 років та старших.
Цивільне працевлаштоване населення становило 3402 особи. Основні галузі зайнятості: освіта, охорона здоров'я та соціальна допомога — 27,6 %, роздрібна торгівля — 20,8 %, науковці, спеціалісти, менеджери — 8,9 %, виробництво — 8,2 %.